# Departamento de Desarrollo Internacional

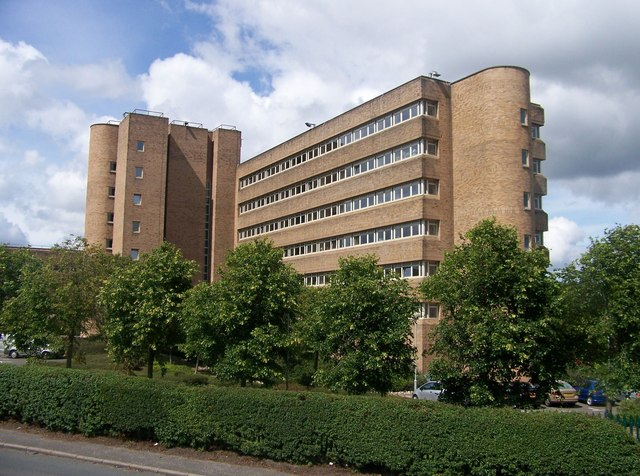
Edificio del Ministerio de Desarrollo Internacional en East Kilbride

El Departamento de Desarrollo Internacional (Department for International Development, sigla DFID) es el órgano del Gobierno del Reino Unido responsable de administrar la ayuda exterior. El objetivo del DFID es «promover el desarrollo sostenible y eliminar la pobreza mundial». El cargo que encabeza el DFID tiene la denominación «Secretario de Estado del Reino Unido para el Desarrollo Internacional». Desde el 9 de noviembre de 2017 lo ocupa Penny Mordaunt. En un informe de 2010, el Comité de Ayuda al Desarrollo (CAD) de la OCDE describió al DFID como «un líder del desarrollo internacional en tiempos de crisis mundial». El logotipo «UK aid» (ayuda del Reino Unido al desarrollo) se utiliza públicamente a menudo para reconocer que los programas de desarrollo del DFID están financiados por los contribuyentes británicos.
Las principales áreas de trabajo del DFID son educación, salud, servicios sociales, agua y saneamiento, Gobierno y sociedad civil, sector económico (que incluye infraestructura, producción y planificación), protección del medio ambiente, investigación y ayuda humanitaria.
En el ejercicio presupuestario 2009/10 el gasto público bruto del DFID en desarrollo fue de 6,65 millardos de libras esterlinas (£). De ellos, 3,96 millardos de £ se  gastaron en ayuda bilateral (incluido alivio de deuda, ayuda humanitaria y financiación de proyectos) y 2,46 millardos de £ se gastaron en ayuda multilateral (contribuciones a la ayuda exterior de la Unión Europea, al Banco Mundial, a la ONU y a otros organismos relacionados ). Aunque al DFID no le afectaron los recortes esbozados en la revisión del gasto de 2010 del Ministerio de Economía (Canciller del Exchequer), el DFID verá sus presupuestos de administración mermados aproximadamente un 19 % en los siguientes 4 años. Esto significaría una reducción en costes de back office de solo el 2 % de su presupuesto total para 2015.

En junio de 2013, como parte de los resultados de la ronda de gasto de 2013, se anunció que el presupuesto total programado para el DFID ascendería a 10,3 millardos de £ en 2014/15 y 11,1 millardos de £ en 2015/16 para ayudar a cumplir el compromiso del Gobierno del Reino Unido de gastar el 0,7 % de la renta nacional bruta (RNB, en inglés GNI) en ayuda oficial al desarrollo (AOD). El DFID es responsable de la mayoría de AOD del Reino Unido, estimada en 11,7 millardos de £ para 2014/15 y 12,2 millardos de £ en 2015/16.
La Oficina Nacional de Auditoría (NAO por sus siglas en inglés) del Reino Unido (equivalente a la contraloría o al tribunal de cuentas en otros países), en su revisión del desempeño de 2009, informó sobre la reestructuración de la gestión del desempeño que había realizado el DFID en los 6 años anteriores. Este informe respondió a una petición del contable (interventor) del DFID para revisar periódicamente el tema, sobre lo cual el controlador y auditor general (el jefe de la NAO) estuvo de acuerdo en que sería valioso. El estudio halló que el DFID había mejorado en reducción de la pobreza y otros objetivos de las secciones que lo componen. Destacó sin embargo que se advertían amplias posibilidades de mejora.
En 2016 el DFID fue acusado de apropiación indebida de dinero en el territorio de ultramar británico de Montserrat. El alertador Sean McLaughlin emprendió acciones judiciales contra el DFID en el Tribunal del Caribe Oriental, cuestionando su proceso de investigación del fraude.

## Ministros
Los denominados ministros (ministers) del DFID (Department for International Development) son los siguientes:
| Ministro                                                                    | Rango | Competencias (por región geográfica) |
| --------------------------------------------------------------------------- | --- | --- |
| La Muy Honorable Penny Mordaunt, miembro del Parlamento (MP)                | Secretario de Estado para Desarrollo Internacional | Responsabilidad mundial (incluyendo Afganistán, Pakistán y el proceso de paz del Oriente Medio) |
| El Muy Honorable Alistair Burt, MP                                          | Ministro de Estado (conjunto con el Ministerio de Relaciones Exteriores y de la Mancomunidad de Naciones, FCO por sus siglas en inglés, y frecuentemente mencionado en español como el Foreign Office) | Oriente Medio y Norte de África (cubre políticas del FCO y del DFID), conflicto, ayuda humanitaria y seguridad, desarrollo humano, Departamento de Fondos Mundiales y fondos gubernamentales cruzados (CSSF por sus siglas en inglés) |
| Harriett Baldwin, MP                                                        | Ministro de Estado (conjunto con el FCO) | África (conjuntamente con FCO); políticas de emergencia; innovación y capacidad; investigación; Ucrania a través del Fondo para la Buena Gobernanza; clima y medio ambiente; infancia, educación y juventud; gobernanza, sociedad abierta y anticorrupción. |
| El Muy Honorable Lord Bates, miembro del Consejo Privado del Reino Unido PC | Ministro de Estado | El Caribe; territorios de ultramar; Naciones Unidas y Mancomunidad de Naciones (Commonwealth); instituciones financieras internacionales; Europa y comercio; desarrollo económico y control de enfermedades (CDC por sus siglas en inglés; Fondo Gubernamental Cruzado para la Prosperidad; asociaciones mundiales; sociedades inclusivas: discapacidad, género, envejecimiento, creencias, LGBT y violencia de género (VAWG por sus siglas en inglés); potenciación del valor por dinero en la selección de proveedores, mejora del proceso empresarial y publicaciones para la transparencia; Ministro de la Casa Abercrombie. |

En enero de 2018 Matthew Rycroft asumió el puesto de secretario permanente del DFID.

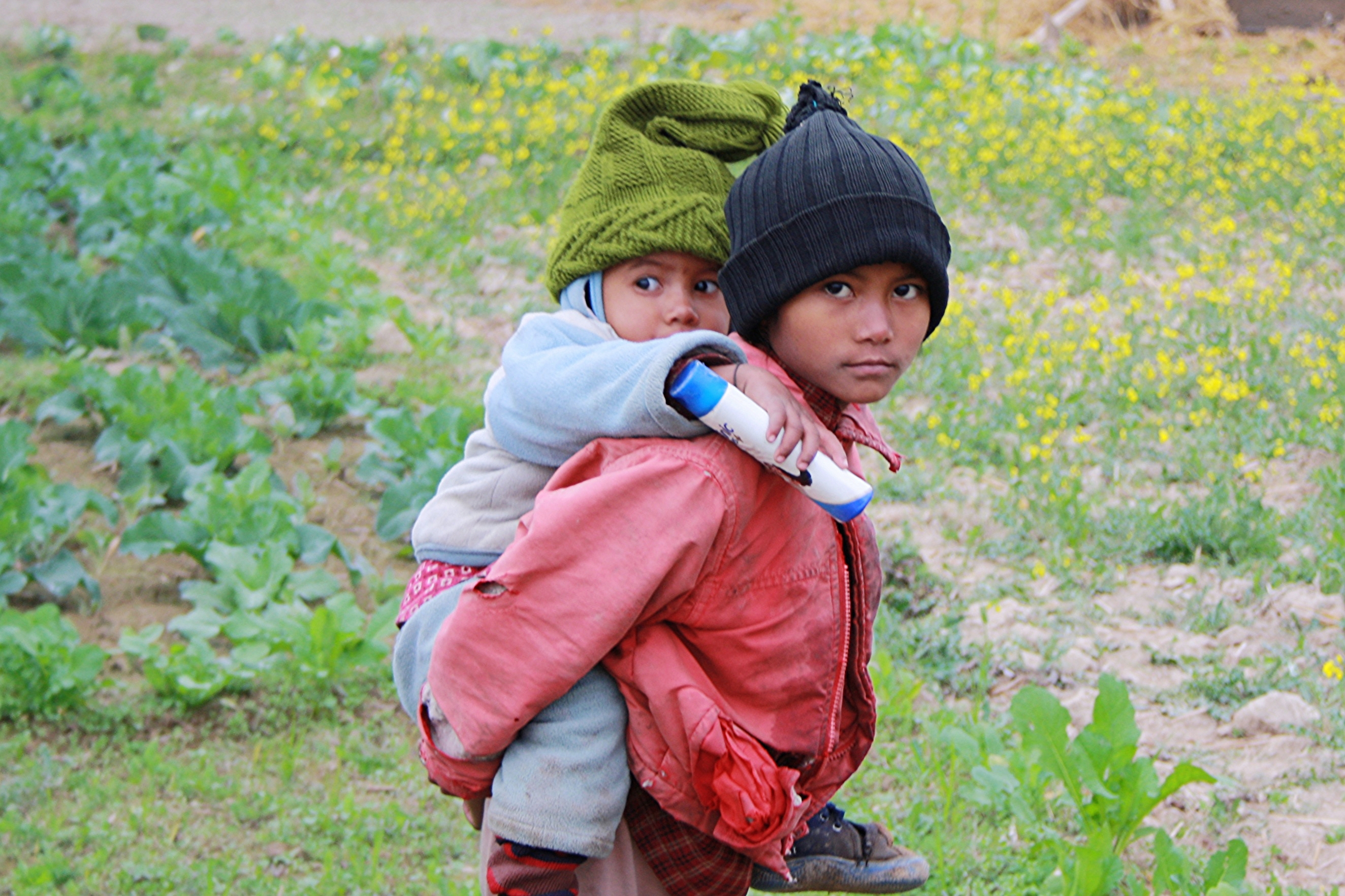
Un programa apoyado por el Reino Unido en Nepal ayuda a asegurar que los niños vayan a la escuela en vez de trabajar en los cultivos.

## Misión
El principal soporte legislativo del trabajo del DFID es la Ley de desarrollo internacional, que entró en vigor el 17 de junio de 2002, derogando la Ley de desarrollo ultramarino y cooperación (1980). La Ley de 2002 se centra en la reducción de la pobreza y prohíbe eficazmente la ayuda ligada.
Además de responder a desastres y emergencias, el DFID trabajó para apoyar los 8 Objetivos de Desarrollo del Milenio de las Naciones Unidas (posteriormente reemplazados por los Objetivos de Desarrollo Sostenible), concretamente:
- Reducir a la mitad el número de las personas que viven con hambre o en la extrema pobreza
- Asegurar que todos los niños reciben educación primaria
- Promover la igualdad de los sexos y dar más voz a las mujeres
- Reducir los índices de mortalidad infantil
- Mejorar la salud de las madres
- Combatir el sida, la malaria y otras enfermedades
- Asegurarse de que se protege el medio ambiente
- Construir una asociación mundial para todos los que trabajan en desarrollo.

Todos con 2015 como fecha límite.
La ex secretaria de Estado Hilary Benn indicó en 2010 que, según iban las tendencias de ese momento, en 2015 no se habrían conseguido estos Objetivos de Desarrollo del Milenio. Sin embargo en 2010, principalmente gracias al alto crecimiento en India y China (que en 1990 albergaban al 62 % de los pobres del mundo) se ha constatado un progreso global significativo hacia estos objetivos.

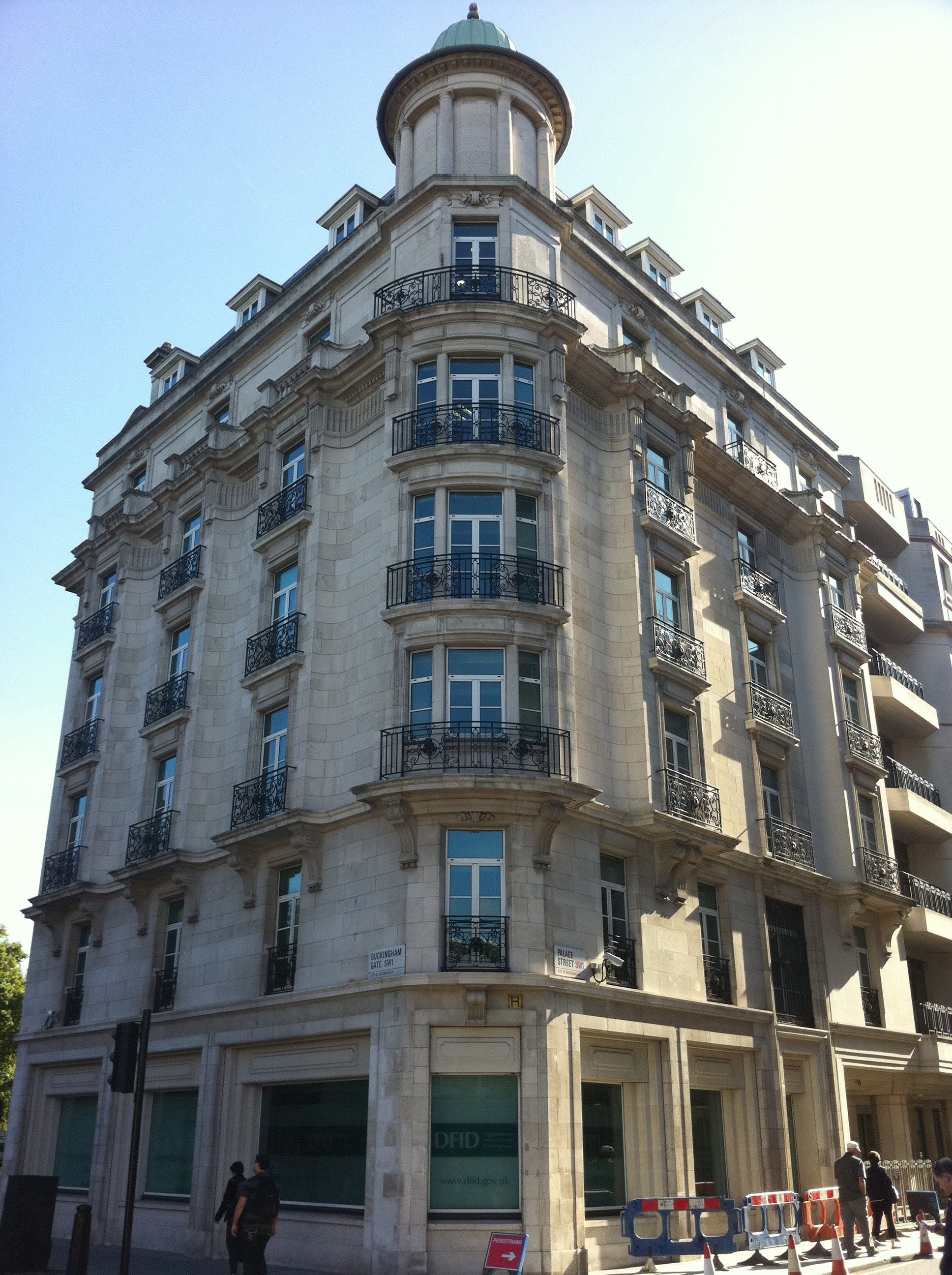
Edificio de la antigua sede del DFID en Londres

## Historia
Los orígenes del actual DFID se remontan al Ministerio de Desarrollo de Ultramar (overseas) creado durante el gobierno laborista de 1964-70, que combinaba las funciones del Departamento de Cooperación Técnica y las políticas de ayuda exterior del entonces Ministerio de Relaciones Exteriores, de la Mancomunidad de Naciones y de las Colonias (actualmente Ministerio de Relaciones Exteriores y de la Mancomunidad de Naciones, FCO por sus siglas en inglés) y otros órganos del Gobierno del Reino Unido.
Tras la elección de un gobierno conservador (tory) en octubre de 1970, el Ministerio de Desarrollo de Ultramar fue incorporado al FCO y rebautizado como Administración para el Desarrollo Ultramarino (ODA por sus siglas en inglés). La ODA era supervisada por un ministro de Estado en el FCO que respondía ante el Secretario de Estado para Relaciones Exteriores y de la Mancomunidad. Aunque la ODA se integró formalmente en el FCO, quedó relativamente autocontenida, con su propio ministro, y sus políticas, procedimientos y personal mayormente intactos.
Cuando en 1974 retornaron los laboristas al poder, se anunció que de nuevo habría un ministerio separado. Desde junio de 1975 los poderes del ministro para el desarrollo de ultramar se transfirieron formalmente al ministro (secretary) de relaciones exteriores.
En 1977, en parte para reparar sus difíciles relaciones con el empresariado, el Gobierno del Reino Unido introdujo la Provisión de ayuda y comercio. Permitía que la ayuda al desarrollo se ligara a créditos a la exportación no concesionales, con ayuda y crédito ligados ambos a aprovisionamiento de servicios y bienes británicos. La presión empresarial y del Ministerio de Comercio e Industria para esta provisión surgió en parte de la introducción por Francia de programas de crédito mixto, que habían empezado a ofrecer ayuda oficial al desarrollo francesa para apoyar exportaciones, incluyendo proyectos en países a los que Francia no había dado anteriormente ayuda sustancial.
Tras la elección de la conservadora Margaret Thatcher en 1979, el Ministerio de Desarrollo de Ultramar fue nuevamente incorporado, como ala funcional, al FCO, otra vez con la denominación de Administración para el Desarrollo Ultramarino (ODA por sus siglas en inglés). La ODA continuó siendo representada en el gabinete por el ministro de relaciones exteriores, mientras el ministro para el desarrollo ultramarino, con la responsabilidad del día a día para los asuntos de desarrollo, tenía el rango de ministro de Estado dentro del FCO.
Durante la década que comenzó en 1981, parte de las operaciones de la ODA se reubicaron en East Kilbride, para crear empleo en un área durante mucho tiempo en declive industrial.
Las funciones de ayuda al desarrollo fueron en 1997 nuevamente independizadas del FCO, constituyéndose el actual DFID como ministerio separado (aunque denominado department).
Estas funciones han estado:
|                          | En el gabinete          | Fuera del gabinete      |
| ------------------------ | ----------------------- | ----------------------- |
| Como ministerio separado | 1964–67 1997–actualidad | 1961–64 1967–70 1974–75 |
| Como órgano del FCO      | 1975–76                 | 1970–74 1977–79 1979–97 |

A lo largo de su historia el DFID y sus predecesores han sido ministerios independientes o parte del FCO. En 1997 los laboristas volvieron a configurar el DFID como ministerio separado. También redujeron la cantidad de ayuda ligada a la adquisición de servicios y bienes británicos, que a menudo llevaba a gasto ineficiente.
Lo mismo que los países nórdicos, el DFID generalmente ha evitado poner en marcha programas propios cuando ello podía crear burocracia innecesaria. Para conseguir esto el DFID distribuye la mayoría de su dinero a gobiernos y otras organizaciones internacionales que ya han desarrollado programas adecuados y les permite distribuir el dinero tan eficientemente como sea posible.
En julio de 2009, el DFID marcó todos sus programas de ayuda con el logotipo UK aid, para dejar claro que las contribuciones provienen de los contribuyentes británicos. Aunque esta decisión suscitó en ese momento alguna controversia entre quienes trabajaban para ayudar al desarrollo, el presidente del Comité de la Cámara de los Comunes para la selección de desarrollo internacional, Malcolm Bruce, explicó este marcado diciendo que «el nombre DFID no refleja el hecho de que es una organización británica; podría ser cualquier cosa. Los norteamericanos tienen USAID, Canadá tiene la CIDA.»

### La presa de Pergau
Cuándo se denominaba Administración para el Desarrollo Ultramarino (ODA por sus siglas en inglés) saltó un escándalo respecto a la financiación por el Reino Unido de una central hidroeléctrica en el río Pergau (Malasia), cerca la frontera tailandesa. Las obras habían empezado en 1991 con dinero de la ayuda oficial al desarrollo del Reino Unido. Al mismo tiempo, el Gobierno malayo compraba armas al Reino Unido por alrededor un millardo de libras esterlinas (£). Esta conexión entre armas y ayuda era inapropiada; fue objeto una comisión de investigación que empezó en marzo de 1994.

### Etiopía
En febrero de 2015, el DFID dejó de apoyar financieramente un polémico proyecto de desarrollo que había ayudado al Gobierno etíope a financiar un brutal programa de reasentamiento.
4 millones de personas fueron expulsadas de sus tierras por fuerzas de seguridad mientras sus casas y cultivos se vendían a inversores extranjeros.  A comienzos de 2017 el DFID puso fin a su apoyo de 5,2 millones de £ a la banda de música pop Yegna, toda de chicas, aduciendo preocupaciones sobre la eficacia y valor por dinero del programa.

Mapamundi donde los países tienen un azul más o menos oscuro según más o menos ayuda oficial al desarrollo recibieron per cápita del Reino Unido en 2015.

## Presupuesto
En 2010 se criticó al DFID por gastar alrededor de 15 millones de £ anuales en el Reino Unido, a pesar de que solo suponían un 0,25 % de su presupuesto total. 1,85 millones de £ se dieron al FCO para financiar la visita de Benedicto XVI al Reino Unido en septiembre de 2010, a pesar de que un portavoz del DFID declaró que «La contribución reconoció la función de la Iglesia católica como proveedor importante de salud y educación en países en desarrollo». También se han criticado las particularmente bajas contribuciones del DFID a organizaciones internacionales como la Unesco y la Organización de las Naciones Unidas para la Alimentación y la Agricultura (FAO). Asimismo se criticó al Gobierno del Reino Unido por incrementar el presupuesto del DFID a la vez que recortaba otras partidas presupuestarias. El presidente del grupo de presión conservador Alianza de los Contribuyentes declaró que «Debería tratarse al DFID como otras áreas de alta prioridad, como la ciencia –una congelación ahorraría millardos.» En noviembre de 2015, el DFID publicó un nuevo documento sobre sus políticas titulado "Ayuda deL Reino Unido: abordando los retos mundiales por interés nacional». 
En 2010 el gobierno de coalición que asumió el poder prometió reducir los costes administrativos del DFID a solo el 2 % de su presupuesto y mejorar la transparencia publicando más documentos en su sede electrónica.
El presupuesto del DFID para 2011–12 fue de 6,7 millardos de £, que incluían 1,4 millardos de £ de capital.
Cuando el 1 de abril de 2015 se creó el Fondo para el conflicto, la estabilidad y la seguridad, de más de 1 millardo de £ anuales, para abordar conflictos e inestabilidades en el extranjero, estaba bajo el control del Consejo de Seguridad Nacional del Reino Unido. Se transfirieron 823 millones de £ del presupuesto del DFID a este fondo, de los cuales 739 millones de £ eran entonces administrados por el Ministerio de Relaciones Exteriores y de la Mancomunidad de Naciones (FCO por sus siglas en inglés) y 42 millones de £ por el Ministerio de Defensa. Posteriormente, los medios de comunicación expresaron su preocupación porque que el presupuesto de ayuda se gastara en defensa y objetivos de política exterior y para apoyar el trabajo de otros ministerios.

### Tabla de donaciones internacionales
La siguiente tabla contiene la financiación comprometida por el DFID para los mayores 15 sectores, tal como aparecen en las publicaciones de la Iniciativa Internacional de Transparencia en Ayuda (IATI por sus siglas en inglés). El DFID se unió a la IATI en enero de 2011, pero publica donaciones anteriores a ese año. Los nombres de estos sectores son los utilizados por el CAD de la OCDE en su lista de 5 dígitos.
| Financiación comprometida (millones de libras esterlinas) | Financiación comprometida (millones de libras esterlinas) | Financiación comprometida (millones de libras esterlinas) | Financiación comprometida (millones de libras esterlinas) | Financiación comprometida (millones de libras esterlinas) | Financiación comprometida (millones de libras esterlinas) | Financiación comprometida (millones de libras esterlinas) | Financiación comprometida (millones de libras esterlinas) | Financiación comprometida (millones de libras esterlinas) |          |
| Sector                                                    | Antes de 2011                                             | 2011                                                      | 2012                                                      | 2013                                                      | 2014                                                      | 2015                                                      | 2016                                                      | 2017                                                      | Suma     |
| --------------------------------------------------------- | --------------------------------------------------------- | --------------------------------------------------------- | --------------------------------------------------------- | --------------------------------------------------------- | --------------------------------------------------------- | --------------------------------------------------------- | --------------------------------------------------------- | --------------------------------------------------------- | -------- |
| Asistencia de alivio material y servicios                 | 527,6                                                     | 213,2                                                     | 318,3                                                     | 494,1                                                     | 758,1                                                     | 492,0                                                     | 231,1                                                     | 0,0                                                       | 3 034,4  |
| Ayuda alimentaria de emergencia                           | 479,0                                                     | 181,7                                                     | 347,4                                                     | 269,6                                                     | 353,3                                                     | 137,4                                                     | 148,2                                                     | 0,0                                                       | 1 916,5  |
| Educación primaria                                        | 856,2                                                     | 521,8                                                     | 474,7                                                     | 91,2                                                      | 44,3                                                      | 49,3                                                      | 216,9                                                     | 0,0                                                       | 2 254,4  |
| Servicios de bienestar social                             | 980,6                                                     | 268,4                                                     | 225,8                                                     | 376,6                                                     | 32,3                                                      | 235,8                                                     | 40,3                                                      | 0,0                                                       | 2 159,8  |
| Política medioambiental y gestión administrativa          | 400,2                                                     | 194,3                                                     | 284,0                                                     | 107,2                                                     | 300,8                                                     | 136,4                                                     | 113,2                                                     | 0,0                                                       | 1 536,2  |
| Políticas del sector público y gestión administrativa     | 1 352,4                                                   | 151,1                                                     | 249,1                                                     | 159,0                                                     | 251,3                                                     | 109,8                                                     | 115,6                                                     | 0,0                                                       | 2 388,4  |
| Política de educación y gestión administrativa            | 1 153,6                                                   | 328,4                                                     | 504,2                                                     | 64,1                                                      | 101,1                                                     | 10,8                                                      | 6,4                                                       | 1,5                                                       | 2 170,1  |
| Multisectorial                                            | 753,1                                                     | 805,0                                                     | 155,4                                                     | 8,2                                                       | 9,6                                                       | 1,5                                                       | 0,7                                                       | 0,0                                                       | 1 733,5  |
| Coordinación del alivio; servicios de protección y apoyo  | 170,9                                                     | 71,4                                                      | 115,6                                                     | 145,3                                                     | 320,0                                                     | 119,8                                                     | 177,5                                                     | 0,0                                                       | 1 120,4  |
| Salud reproductiva                                        | 720,5                                                     | 308,6                                                     | 267,0                                                     | 161,0                                                     | 65,8                                                      | 91,4                                                      | 47,9                                                      | 0,0                                                       | 1 662.2  |
| Pymes                                                     | 173,8                                                     | 16,1                                                      | 583,2                                                     | 58,8                                                      | 147,3                                                     | 17,2                                                      | 49,5                                                      | 0,0                                                       | 1 046.0  |
| Cuidados sanitarios básicos                               | 477,3                                                     | 287,5                                                     | 165,7                                                     | 84,3                                                      | 37,2                                                      | 179,3                                                     | 43,8                                                      | 0,0                                                       | 1 275,0  |
| Política financiera y gestión administrativa              | 520,8                                                     | 51,5                                                      | 285,4                                                     | 56,7                                                      | 101,4                                                     | 12,3                                                      | 49,2                                                      | 0,0                                                       | 1 077,2  |
| Desarrollo agrícola                                       | 179,0                                                     | 142,1                                                     | 37,4                                                      | 102,0                                                     | 161,5                                                     | 72,2                                                      | 33,0                                                      | 0,0                                                       | 727,1    |
| Planificación familiar                                    | 236,8                                                     | 175,6                                                     | 136,4                                                     | 75,7                                                      | 38,0                                                      | 44,7                                                      | 31,1                                                      | 0,0                                                       | 738,3    |
| Otros                                                     | 28 828,3                                                  | 9 225,2                                                   | 4 636,4                                                   | 2 479,2                                                   | 2 217,2                                                   | 1 521,6                                                   | 1 611,9                                                   | 36,9                                                      | 50 519,9 |
| Total                                                     | 37 810,1                                                  | 12 941,7                                                  | 8 785,8                                                   | 4 733,0                                                   | 4 939,3                                                   | 3 231.6                                                   | 2 916,4                                                   | 38,5                                                      | 75 396,4 |

## Investigación realizada por el DFID
El DFID es el mayor donante bilateral para investigaciones centradas en el desarrollo. Nuevas tecnologías e ideas son fundamentales para la consecución de los Objetivos de Desarrollo del Milenio, pero las inversiones mundiales en investigación son insuficientes para satisfacer las presentes necesidades y no se centran en las prioridades de los pobres. Muchas innovaciones tecnológicas y de políticas requieren un esfuerzo investigador internacional. Por ejemplo, el DFID fue un donante importante en el programa internacional LUBILOSA, que, para ayudar a los pequeños agricultores del Sahel, elaboró un biopesticida para el control de las plagas de langosta.
El DFID encarga investigaciones para llenar el hueco descrito, pretendiendo que mejoren las vidas de los pobres en todo el mundo. También intenta influir en las agendas de investigación internacional y británica, colocando la reducción de la pobreza y las necesidades de los pobres al frente del esfuerzo investigador mundial. Gestiona iniciativas a largo plazo que trascienden regiones o países individuales, y solo financia actividades si hay mecanismos y oportunidades claros para que tengan un impacto significativo en la pobreza.
La investigación se financia a través de una gama de mecanismos, como el Programa de Investigación Consortia (RPC por sus siglas en inglés), conjuntamente con otros financiadores de investigación del desarrollo, con los consejos de investigación del Reino Unido y con organismos multilaterales (como el Banco Mundial, la FAO o la Organización Mundial de la Salud). En el portal Research4Development puede encontrarse información tanto de los programas de investigación del DFID actualmente en marcha como de las investigaciones ya completadas. Desde noviembre de 2012 todo nuevo investigación financiada por el DFID está sujeta a su política de acceso abierto y mejorado. El ministro (secretary) de desarrollo internacional Andrew Mitchell declaró que esto asegurará «que estos hallazgos van a manos de quienes más pueden ganar si los ponen en práctica».
El DFID lanzó su primera estrategia de investigación en abril de 2008. Resalta el compromiso de financiar investigaciones de alta calidad que encuentren formas de reducir la pobreza en el mundo. Identifica 6 prioridades:
- Crecimiento[44]
- Salud[45]
- Agricultura sostenible[46]
- Calentamiento mundial[47]
- Gobernanza en entornos problemáticos[48]
- Oportunidades y retos futuros[49]

La estrategia también destaca tres áreas transversales, donde el DFID invertirá más financiación:
- Aumento de capacidades o capacitación de personal y organismos de los países receptores[50]
- Difusión de las investigaciones y adopción de sus hallazgos[51]
- Estímulo de la demanda de la investigación[52]

El DFID ha revisado recientemente el progreso de esta estrategia.

## Principios para el desarrollo digital
Además de la política de acceso abierto y mejorado a las investigaciones que financia, el DFID espera que sus socios y proveedores se adhieran a los Principios para el desarrollo digital a través de toda su programación. Estos principios también caracterizan la «Estrategia digital 2018-2020 del DFID: promoviendo el desarrollo en un mundo digital».

## Control
El DFID es controlado por el Comité de desarrollo internacional de la Cámara de los Comunes y por la Comisión independiente para el impacto de la ayuda.